# Volvox (groenalg)
Volvox is een geslacht van meercellige groenwieren uit de klasse Chlorophyceae. Het geslacht bevat zes soorten die allen in zoet water voorkomen. Volvox bestaat uit talrijke cellen die samenleven in een bolvormige kolonie of een coenobium. De cellen van de kolonie zijn onderling met plasmadraden verbonden en met slijm of water gevuld. Door instulping van de bol ontstaan binnen deze nieuwe bolletjes, de dochterbollen. Wanneer er ongeveer zestien exemplaren zijn, maken ze zich los van de binnenwand, waarna de wand van de oude Volvox-kolonie uiteenvalt.
De individuele cellen van Volvox lijken op eencellige groene algen. Om deze reden wordt Volvox beschouwd als een organisme dat dicht bij de overgang van eencellig naar meercellig ligt. Omdat de moederorganismen afsterven wanneer ze de dochterorganismen vrijgeven, is Volvox ook een van de eenvoudigste organismen waarbij de dood deel uitmaakt van de normale levenscyclus. Eencellige organismen kunnen zich daarentegen meestal voor onbepaalde tijd voortplanten door middel van celdeling.
Ook ontstaan op geregelde tijden een bundel spoelvormige dochtercellen: de mannelijke geslachtscellen, die antherozoïden genoemd worden. Deze zaadcellen krijgen elk twee flagellen waarmee de kolonie wegzwemt. Eicellen ontstaan als dochtercellen. Wanneer de geslachtscellen elkaar ontmoeten, laten de cellen van de spoelvorm los en volgt een bevruchting. De ontstane zygote omgeeft zich met een dikke wand, waarna een rustperiode volgt. Later ontsnapt een zoöspore, welke na herhaaldelijke celdelingen weer een nieuwe kolonie oplevert.

## Kenmerken

Anatomie van Volvox: 1. chlamydomonasachtige cel; 2. dochterbol; 3. plasmabrug; 4. geleiachtige massa; 5. voortplantingscel; 6. lichaamscel

Volvox vormt bollen met een diameter van 0,15 tot 1 millimeter. De cellen vormen een holle bol met daarin een kleurloze gelei. Bij sommige soorten zijn de cellen met elkaar verbonden door strengen cytoplasma. Een persoon bevat tot enkele duizenden individuele cellen. Bij Volvox globator zijn er tot 16.000 cellen. Elke individuele cel heeft twee flagellen, een oogvlek en een chloroplast, evenals twee contractiele vacuolen, waardoor ze lijken op de groene alg Chlamydomonas. De voortbeweging vindt plaats met rotatie om de lengteas.
Polariteit vloeit voort uit celdifferentiatie: in het voorste gebied bevinden zich alleen somatische cellen, als zodanig zijn ze niet betrokken bij de voortplanting. De somatische cellen worden gebruikt voor de beweging van de bol, voor fotosynthese en voor de productie van de extracellulaire matrix. In het achterste gebied bevinden zich grotere generatieve cellen, de zogenaamde gonidia.
De eerste beschrijving van Volvox komt van de beroemde Nederlandse pionier op het gebied van microscopie Antoni van Leeuwenhoek, die het (op ongeveer 70-leeftijd) in 1700 beschreef. Van Leeuwenhoek beschreef al de karakteristieke rolbeweging van de Volvox-ballen in het water. Hij observeerde ook de ontwikkeling van dochterballen via de wand van de moederkolonie.

## Voortplanting
Ongeslachtelijke voortplanting vindt plaats wanneer de individuele gonidia negen tot twaalf keer synchroon delen zonder hun grootte (groei) te vergroten. De cellen zijn altijd verbonden door cytoplasmatische bruggen, zodat ze een ongedeelde celstructuur vormen (syncytium). Het resulterende embryo bevat al alle cellen van de toekomstige dochtersfeer. Het vormt een enkellaagse holle bol die uitsteekt in de moer. De flagellen worden naar het interieur van de nieuwe holle bol geleid. Om een functioneel individu te creëren, is de binnenkant naar buiten gedraaid (inversie). Inversie is een complex proces waarvan twee varianten bekend zijn in verschillendeVolvox-soorten. Bij type A wordt een opening (een phialopore genoemd) gevormd in de holle bol. De wanden van de bol draaien naar buiten in de vorm van een kraag en vormen een komvormig, dubbellaags podium totdat ze elkaar weer ontmoeten aan de andere kant. Dan wordt de resterende opening gesloten. Bij type B puilt de bal vanaf één paal naar binnen. Pas dan vormt zich aan de buitenzijde van het ingedeukte bolvormige oppervlak een fialoporie, van waaruit de wanden de bol weer sluiten in een rollende beweging richting de tegenoverliggende pool. Veranderingen in de vorm en soms ook het volume van de individuele cellen zijn essentieel voor de bewegingsprocessen.
De dochterballen worden pas vrijgegeven nadat de somatische cellen van de moeder zijn afgestorven. Seksuele voortplanting vindt plaats via oogamy. De gonidia van mannelijke organismen vormen spermatozoïdenpakketten door meervoudige deling. Deze verschijnen als geelachtige tot oranje platen van cellen voordat ze worden vrijgegeven. De vrouwelijke organismen vormen onontgonnen eicellen. Na de bevruchting vormt de bevruchte eicel een oranje permanente zygote met een versierd oppervlak, die ook als persistentiestadium onherbergzame tijden kan overleven. De zygote ontkiemt dan met reductiedeling en vormt een nieuw individu. Er zijn echter ook eenhuizige (eenhuizige) individuen die mannelijke en vrouwelijke geslachtscellen vormen.

## Ecologie
Het geslacht komt in stilstaand zoet water voor, bij voorkeur in eutrofe wateren. Met name alle soorten hebben een zeer hoge fosfaatbehoefte. Volvox-soorten zijn meestal specialisten in zeer ondiepe, meestal uitdrogende (tijdelijke) ondiepe wateren zoals poelen en poelen. Ze worden ook aangetroffen in gelaagde (gestratificeerde) meren. Volvox-soorten komen vooral veel voor in de lente en de vroege zomer, waar ze hun eigen massa-aspect vormen in de jaarlijkse cyclus van eutrofe wateren. Ze kunnen dan af en toe algenbloei vormen. Ze overleven ongunstige of dehydratatiefasen door de vorming van permanente zygosporen.
Volvox wordt vaak aangetroffen in sterk troebel water, dat onder eutrofe omstandigheden slecht zicht heeft, hetzij door opgeworpen modder, hetzij door de hoge algenbiomassa. Hier profiteren de soorten van hun hoge mobiliteit, waardoor ze altijd in de blootgestelde (eufotische) zone kunnen blijven. Volvox is een beetje zwaarder dan water, dus het zou naar de bodem zinken zonder actieve beweging. De bollen kunnen met hun oogvlek de richting van het licht waarnemen. Daarnaast is de achterkant van de holle bal iets zwaarder, waardoor de bal de neiging heeft om naar boven te zwemmen. Veel soorten kunnen overdag migreren, waarbij ze 's nachts in diepere waterlagen zinken en overdag terug zwemmen in de blootgestelde zone. Ze kunnen afstanden van meerdere meters afleggen, wat ongebruikelijk is voor fytoplankton en eigenlijk vrij typisch voor zoöplankton. Aangenomen wordt dat de opname van nutriënten (vooral fosfaat) in diep water de reden is voor de migratie.

## Systematiek
Volvox is het gelijknamige geslacht van de familie Volvocaceae. Het geslacht omvat ongeveer 20 soorten, waarvan er drie in Europa voorkomen.
- Volvox globator met gemiddeld 10.000 individuele cellen. Individuen zijn eenhuizig, waarbij de mannelijke geslachtscellen het eerst rijpen.
- Volvox aureus met 200 tot 3200 individuele cellen, tweehuizig. Er is een uitgesproken dagelijkse verticale migratie: overdag aan de oppervlakte, 's nachts in diepere lagen.
- Volvox tertius met niet door plasmadraden verbonden volwassen cellen.

Met de methoden van moleculaire fylogenie, gebaseerd op de vergelijking van homologe DNA-sequenties, kon duidelijk worden aangetoond dat het geslacht Volvox polyfyletisch is. Dit betekent dat sommige soorten van dit geslacht nauwer verwant zijn met vertegenwoordigers van andere geslachten dan met elkaar.
Volvox aureus is een van de vertegenwoordigers van het geslacht Pleodorina, Volvox gigas behoort tot het geslacht Eudorina, Volvox globator en sommige verwante soorten zijn dichtbij Platydorina. Alleen de soortgroep rond Volvox carteri vertoonde een onderling nauwere verwantschap. Volvox in de klassieke zin lijkt meer op een bepaald organisatieniveau, dat duidelijk werd bereikt door vertegenwoordigers van verschillende geslachten onafhankelijk van elkaar. Hoewel het type geslacht Volvox geen natuurlijke eenheid vertegenwoordigt, werd de monofylie van de orde Volvocales en ook de zustergroeprelatie met Chlamydomonas reinhardtii in de analyses bevestigd.
Van het volledige genoom van Volvox carteri werd de sequentie bepaald in 2010. Het bleek dat het genoom een vergelijkbare grootte en een vergelijkbaar aantal eiwitcoderende genen heeft als dat van de eencellige relatieve Chlamydomonas reinhardtii, waarvan de sequentie is bepaald. Voor Volvox carteri worden ongeveer 14.500 eiwitten voorspeld. Significante verschillen met de eencellige verwanten werden gevonden in de genen voor de extracellulaire structurele matrix en in genen die de volgorde van celdelingen regelen.
Er zijn geen fossielen van Volvox bekend, en gezien zijn lichaamsbouw zijn deze niet te verwachten. Door gebruik te maken van de methoden van de moleculaire klok en een vergelijking met gefossiliseerde zustergroepen (ijking van "ghost lineage"), wordt een tijdspanne van ongeveer 234 miljoen jaar (in het Trias) bepaald voor de evolutie van de meercellige aard van Volvox. Dit is aanzienlijk ouder dan eerdere schattingen, die slechts ongeveer 50 miljoen jaar oud waren.